# Drag Race Holland (seizoen 1)
Het eerste seizoen van Drag Race Holland begon op 18 september 2020 via de streamingdienst Videoland. Internationaal is de serie te zien via de streamingdienst WOW Presents Plus. Op 14 augustus 2020 werd bekend gemaakt dat Fred van Leer het programma zou presenteren en in de vaste jury zou zitten. Naast Van Leer heeft Nikkie Plessen dit seizoen ook een vaste plek in de jury.
Dit seizoen markeerde de eerste keer dat een Peruviaanse (Envy Peru), Braziliaanse (Miss Abby OMG) en bebaarde (Madame Madness) drag queen deelnam aan de franchise.
In de achtste aflevering werd Envy Peru gekroond als de winnaar van het seizoen. Hiermee ontving zij een kroon, collier en scepter van Fierce Drag Jewels, een covershoot voor Cosmopolitan en een jurk van Claes Iversen ter waarde van €18.000.
Deelnemer Janey Jacké keerde in 2022 terug naar Drag Race; in het seizoen UK vs The World streed zij tegen acht andere deelnemers uit Canada, het Verenigd Koninkrijk, de Verenigde Staten en Thailand.

## Deelnemers
| Kandidaat         | Leeftijd | Woonplaats | Uitkomst     |
| ----------------- | -------- | ---------- | ------------ |
| Envy Peru         | 31       | Amsterdam  | Winnaar      |
| Janey Jacké       | 28       | Amsterdam  | 2e plaats    |
| Ma'Ma Queen       | 30       | Rotterdam  | 3e/4e plaats |
| Miss Abby OMG     | 25       | Breda      | 3e/4e plaats |
| ChelseaBoy        | 26       | Amsterdam  | 5e plaats    |
| Sederginne        | 26       | Antwerpen  | 6e plaats    |
| Madame Madness    | 24       | Amsterdam  | 7e plaats    |
| Megan Schoonbrood | 32       | Rotterdam  | 8e plaats    |
| Patty Pam-Pam     | 34       | Amsterdam  | 9e plaats    |
| Roem              | 21       | Urk        | 10e plaats   |

## Voortgang
In iedere aflevering worden de deelnemers in een categorie geplaatst op basis van feedback op hun prestatie tijdens de challenge en de outfit op de catwalk. De beste queen wint de aflevering en ontvangt een prijs, waaronder een 'veer in je reet zodat je concurrentie je niet vergeet'-speld, en de twee slechtste queens van de aflevering geven samen een competitief playbackoptreden waarna Fred bepaalt wie er mag blijven. Hieronder staan de categorieën per aflevering aangegeven.
| Deelnemer         | 1        | 2        | 3        | 4        | 5           | 6        | 7        | 8            | Special   |
| Deelnemer         | 1        | 2        | 3        | 4        | Snatch Game | Makeover | Rusical  | Finale       | Reünie    |
| ----------------- | -------- | -------- | -------- | -------- | ----------- | -------- | -------- | ------------ | --------- |
| Envy Peru         | DOOR     | WINST    | DOOR     | WINST    | WINST       | WINST    | DOOR     | Winnaar      | Gast      |
| Janey Jacké       | WINST    | DOOR     | DOOR     | DOOR     | DOOR        | PLAYBACK | WINST    | Runner-up    | Gast      |
| Ma'Ma Queen       | LAAG     | DOOR     | WINST    | PLAYBACK | LAAG        | LAAG     | PLAYBACK | Geëlimineerd | Miss Con. |
| Miss Abby OMG     | DOOR     | HOOG     | PLAYBACK | PLAYBACK | PLAYBACK    | HOOG     | PLAYBACK | Geëlimineerd | Gast      |
| ChelseaBoy        | HOOG     | DOOR     | HOOG     | HOOG     | HOOG        | UIT      |          | Gast         | Gast      |
| Sederginne        | HOOG     | HOOG     | HOOG     | HOOG     | UIT         |          |          | Gast         | Gast      |
| Madame Madness    | DOOR     | PLAYBACK | LAAG     | UIT      |             |          |          | Gast         | Gast      |
| Megan Schoonbrood | PLAYBACK | LAAG     | UIT      |          |             |          |          | Gast         | Gast      |
| Patty Pam-Pam     | DOOR     | UIT      |          |          |             |          |          | Gast         | Gast      |
| Roem              | UIT      |          |          |          |             |          |          | Gast         | Gast      |

 De deelnemer is de winnaar van Drag Race Holland.
 De deelnemer belandde in de finale, maar eindigde op de tweede plaats.
 De deelnemer belandde in de finale, maar werd geëlimineerd nog voor de laatste playbackronde.
 De deelnemer was de winnaar van de aflevering.
 De deelnemer ontving overwegend positieve feedback en ging door.
 De deelnemer ging door.
 De deelnemer ontving overwegend negatieve feedback en ging door.
 De deelnemer belandde in de playbackronde en ging uiteindelijk door.
 De deelnemer belandde in de playbackronde en werd geëlimineerd.
 De deelnemer werd door de andere deelnemers bekroond als 'Miss Congeniality' voor haar sympathieke karakter.

## Playbackrondes
| Aflevering | Deelnemers        | Deelnemers | Deelnemers  | Deelnemers    | Deelnemers    | Lied                               | Artiest         | Geëlimineerd      |
| ---------- | ----------------- | ---------- | ----------- | ------------- | ------------- | ---------------------------------- | --------------- | ----------------- |
| 1          | Megan Schoonbrood | vs.        | vs.         | Roem          | Roem          | 'Express Yourself'                 | Madonna         | Roem              |
| 2          | Madame Madness    | vs.        | vs.         | Patty Pam-Pam | Patty Pam-Pam | 'Roar'                             | Katy Perry      | Patty Pam-Pam     |
| 3          | Megan Schoonbrood | vs.        | vs.         | Miss Abby OMG | Miss Abby OMG | 'Why Tell Me, Why'                 | Anita Meyer     | Megan Schoonbrood |
| 4          | Madame Madness    | vs.        | Ma'Ma Queen | vs.           | Miss Abby OMG | 'I Wanna Dance With Somebody'      | Whitney Houston | Madame Madness    |
| 5          | Miss Abby OMG     | vs.        | vs.         | Sederginne    | Sederginne    | 'Girl'                             | Anouk           | Sederginne        |
| 6          | ChelseaBoy        | vs.        | vs.         | Janey Jacké   | Janey Jacké   | '9 to 5'                           | Dolly Parton    | ChelseaBoy        |
| 7          | Ma'Ma Queen       | vs.        | vs.         | Miss Abby OMG | Miss Abby OMG | 'Stronger (What Doesn't Kill You)' | Kelly Clarkson  | Niemand           |
| 8          | Envy Peru         | vs.        | vs.         | Janey Jacké   | Janey Jacké   | 'Born This Way'                    | Lady Gaga       | Janey Jacké       |

 De deelnemer werd geëlimineerd na de eerste keer in de playbackronde te belanden.
 De deelnemer werd geëlimineerd na de tweede keer in de playbackronde te belanden.
 De deelnemer werd geëlimineerd na de laatste playbackronde in de finale.

## Gasten

### Gast-juryleden
De vaste jury bestaat uit Fred van Leer en Nikkie Plessen. Naast hen zijn er ook elke week gast-juryleden.
| Aflevering | Jurylid                |
| ---------- | ---------------------- |
| 1          | Claes Iversen          |
| 1          | Sanne Wallis de Vries  |
| 2          | Roxeanne Hazes         |
| 2          | Nikkie de Jager        |
| 3          | Claes Iversen          |
| 3          | Rick Paul van Mulligen |
| 4          | Amber Vineyard         |
| 4          | Sanne Wallis de Vries  |
| 5          | Carlo Boszhard         |
| 5          | Ruth Jacott            |
| 6          | Raven van Dorst        |
| 6          | Loiza Lamers           |
| 7          | Roxeanne Hazes         |
| 7          | Edsilia Rombley        |
| 8          | Claes Iversen          |
| 8          | Nikkie de Jager        |
| 8          | Sanne Wallis de Vries  |

### Speciale gasten
Deze gasten verschenen in de aflevering, maar niet als juryleden.
| Aflevering | Juryleden        | Bekend als                     |
| ---------- | ---------------- | ------------------------------ |
| 1          | Jasper Suyk      | Fotograaf                      |
| 2          | Olga Commandeur  | Atleet                         |
| 4          | Diva Mayday      | Drag queen                     |
| 5          | Rob Jacobs       | Fotograaf                      |
| 5          | Monica Geuze     | Influencer                     |
| 6          | Niek Marijnissen | Deelnemer aan The Bachelorette |

## Afleveringen
| Nr. in geheel | Nr. in seizoen             | Titel                       | Datum van uitzenden |
| --- | -------------------------- | --------------------------- | ------------------- |
| 1 | 1                          | 'Land of the Queens'        | 18 september 2020   |
| De queens maken hun workroom entrance. Tien grandioze personalities met allemaal dezelfde droom: De eerste Nederlandse Drag Superstar worden! De queens worden meteen in het diepe gegooid voor hun eerste photoshoot. Voor de allereerste Runway moeten de queens een legendarische look creëren op basis van hun favoriete queen. (naar: Videoland) - Gast-juryleden: Claes Iversen en Sanne Wallis de Vries - Mini-uitdaging: Fotoshoot onderwater - Winnaar van de mini-uitdaging: Miss Abby OMG - Hoofduitdaging: Laat een outfit zien op de catwalk geïnspireerd door een 'queen' - Thema op de catwalk: Who's Your Queen? - Winnaar van de week: Janey Jacké - Weekprijs: Een prijzenpakket van Make-Up Studio ter waarde van €1000 - Playbackronde: Megan Schoonbrood en Roem - Playbacklied: 'Express Yourself' van Madonna - Geëlimineerd: Roem - Afscheidsbericht: Meiden, het was gezellig. Ik ga een frikandel bakken xoxo Roem. P.S. Ik heb jullie pruiken doorgeknipt! ♡ |                            |                             |                     |
| 2 | 2                          | 'Give Face!'                | 25 september 2020   |
| De competitie is losgebarsten. De queens zijn in een emotionele rollercoaster beland, waarbij ze elkaar in de haren vliegen en er oude pijn naar boven komt. Gelukkig worden de lachspieren ook getraind als ze samen met de Jane Fonda van de lage landen een hilarische drag work-out video maken. Op de Runway moeten de queens hun ware gezicht tonen. (naar: Videoland) - Gast-juryleden: Roxeanne Hazes en Nikkie de Jager - Mini-uitdaging: Loop op de catwalk op klompen naar eigen ontwerp - Winnaars van de mini-uitdaging: ChelseaBoy en Envy Peru - Hoofduitdaging: Maak in een group een workoutvideo - Thema op de catwalk: Give Face, Face, Face - Winnaar van de week: Envy Peru - Weekprijs: Een prijzenpakket van John Beerens ter waarde van €1000 - Playbackronde: Madame Madness en Patty Pam-Pam - Playbacklied: 'Roar' van Katy Perry - Geëlimineerd: Patty Pam-Pam - Afscheidsbericht: Meiden, het was me een genoegen, maar ik heb er genoeg van. Wees lief. |                            |                             |                     |
| 3 | 3                          | 'Drama Queens'              | 2 oktober 2020      |
| Na het tumultueuze einde van de vorige aflevering zijn de messen extra scherp geslepen, want er is er maar één die in de schijnwerpers kan staan. De queens spelen een scène uit de nieuwe serie 'Gooise Drags'. Acteur Rick Paul van Mulligen doet een poging ze de kneepjes van het vak bij te brengen. De Runway heeft een Nederlands tintje: Miss Holland. (naar: Videoland) - Gast-juryleden: Claes Iversen en Rick Paul van Mulligen - Mini-uitdaging: Oer-Hollandse spelletjes spelen - Winnaars van de mini-uitdaging: Madame Madness en Sederginne - Hoofduitdaging: Acteren in een parodie van Gooische Vrouwen - Thema op de catwalk: Miss Holland - Winnaar van de week: Ma'Ma Queen - Weekprijs: Make-upproducten van Schminkspecialist ter waarde van €1000 - Playbackronde: Megan Schoonbrood en Miss Abby OMG - Playbacklied: 'Why Tell Me, Why' van Anita Meyer - Geëlimineerd: Megan Schoonbrood - Afscheidsbericht: Jullie zijn als echte zussen voor mij. Ik ga dit missen, maar vooral jullie. Maar! Het is een game, wees eerlijk. Kus, Megan 💋 |                            |                             |                     |
| 4 | 4                          | 'Dancing Queens'            | 9 oktober 2020      |
| De queens moeten performen alsof hun leven ervan af hangt. Mayday, de moeder van de draqscene, komt langs voor een vilein samenzijn, want 'reading is fundamental!'. Door Pride-ambassadeur Amber Vineyard worden de queens klaargestoomd voor een heuse dance battle. Op de Runway moet er geschitterd worden als nooit te voren, maar de uitslag neemt een onverwachte wending. (naar: Videoland) - Gast-juryleden: Amber Vineyard en Sanne Wallis de Vries - Mini-uitdaging: Reading is Fundamental - Winnaars van de mini-uitdaging: Ma'Ma Queen en Sederginne - Hoofduitdaging: Een vogue-performance geven - Thema op de catwalk: Shine Bright Like A Diamond - Winnaar van de week: Envy Peru - Weekprijs: Een voucher van €1000 van Mister B - Playbackronde: Madame Madness, Ma'Ma Queen en Miss Abby OMG - Playbacklied: 'I Wanna Dance with Somebody' van Whitney Houston - Geëlimineerd: Madame Madness - Afscheidsbericht: Nou meiden, het was een harige... situatie! De ballen! (Die zijn nu ook kaal) ((Ik heb voor iedereen een briefje geschreven ♡♡)) Lots of love, Madame Madness |                            |                             |                     |
| 5 | 5                          | 'Snatch Game'               | 16 oktober 2020     |
| It is Snatch Game Time! De meest beminde en beruchte challenge van Drag Race is here! In welke celebrityhuid kruipen de queens en wie zal dit gevreesde onderdeel overleven? Voordat het zover is, zullen ze zich eerst moeten blootgeven. Letterlijk. Op de Runway laten de queens zich niet van een, maar van twee kanten zien. (naar: Videoland) \| Deelnemer \| Karakter in de Snatch Game \| \| ------------- \| -------------------------- \| \| ChelseaBoy \| Joe Exotic \| \| Envy Peru \| Patty Brard \| \| Janey Jacké \| Anny Schilder \| \| Ma'Ma Queen \| Raven van Dorst \| \| Miss Abby OMG \| Michella Kox \| \| Sederginne \| Mega Mega Mindy \| - Gast-juryleden: Carlo Boszhard en Ruth Jacott - Mini-uitdaging: Een naakte fotoshoot - Winnaar van de mini-uitdaging: Janey Jacké - Prijs voor de mini-uitdaging: Een fotoshoot bij Rob Jacobs - Hoofduitdaging: Een bekendheid persifleren in de Snatch Game - Thema op de catwalk: Half man, half queen - Winnaar van de week: Envy Peru - Weekprijs: Een voucher van €1000 voor SofaCompany - Playbackronde: Miss Abby OMG en Sederginne - Playbacklied: 'Girl' van Anouk - Geëlimineerd: Sederginne - Afscheidsbericht: Wat een feest X 💋 Sederginne X |                            |                             |                     |
| 6 | 6                          | 'It Takes Two'              | 23 oktober 2020     |
| De queens gaan op date met een begerenswaardige vrijgezel. Omdat dit totaal in de soep dreigt te lopen, moeten ze alles op alles zetten 'to save the date'. De toetjes vliegen in het rond en alle ledematen worden in de strijd gegooid. Tot nu toe moesten de queens solo opereren, maar dat wordt deze Runway wel even anders: ze vormen een duo met hun inner circle! (naar: Videoland) - Gast-juryleden: Raven van Dorst en Loiza Lamers - Mini-uitdaging: Op date gaan met Niek Marijnissen - Winnaar van de mini-uitdaging: Ma'Ma Queen - Prijs voor de mini-uitdaging: Een weekend weg in Rotterdam - Hoofduitdaging: Een makeover geven aan een dierbare - Thema op de catwalk: We Are Family - Winnaar van de week: Envy Peru - Weekprijs: Een voucher voor tanden bleken voor twee - Playbackronde: ChelseaBoy en Janey Jacké - Playbacklied: '9 to 5' van Dolly Parton - Geëlimineerd: ChelseaBoy - Afscheidsbericht: Lieve schatten, keep on rising to new cosmic dimensions. I'm rooting for you all. We ChelseaBoy. |                            |                             |                     |
| 7 | 7                          | 'Maxima - The Rusical'      | 30 oktober 2020     |
| De vier laatste queens strijden om een plek in de finale. Ze spelen de hoofdrol in 'MAXIMA - the Unauthorized Rusical'! Het 'echte' verhaal van onze eigen queen. En op de Runway moeten ze niet één, niet twee maar drie outfits tonen. Het thema is: Red, White en Blue.. Bitch. (naar: Videoland) - Gast-juryleden: Roxeanne Hazes en Edsilia Rombley - Mini-uitdaging: Een komisch poppenkastenspel opvoeren met poppen van medekandidaten - Winnaar van de mini-uitdaging: Envy Peru - Hoofduitdaging: Acteren in Maxima - The Unauthorized Rusical - Thema op de catwalk: Red, white and blue - Winnaar van de week: Janey Jacké - Weekprijs: Een voucher van €1000 van Nikkie - Playbackronde: Ma'Ma Queen en Miss Abby OMG - Playbacklied: 'Stronger (What Doesn't Kill You)' van Kelly Clarkson - Geëlimineerd: n.v.t. |                            |                             |                     |
| 8 | 8                          | 'The Grand Finale'          | 6 november 2020     |
| Welke queen wordt gekroond tot de eerste Nederlandse Drag Race Superstar? De finalisten zijn vastbesloten dat de felbegeerde kroon in hun pruik thuishoort. Ze gaan het gevecht van hun leven aan en trekken alles uit de kast. De queens brengen met een speciale lipsync-medley een ode aan Rupaul himself. En op de Runway verschijnen ze in hun 'ultieme Best Drag'. Dit is de allerlaatste keer dat zij hun beste look laten zien aan Fred, de jury en een aantal heel speciale gasten. (naar: Videoland) - Gast-juryleden: Claes Iversen, Nikkie de Jager en Sanne Wallis de Vries - Hoofduitdaging: Een optreden geven op een medley van liedjes van RuPaul - Thema op de catwalk: Ultimate Best Drag - Geëlimineerd: Ma'Ma Queen en Miss Abby OMG - Top twee: Envy Peru en Janey Jacké - Playbacklied: 'Born This Way' van Lady Gaga - Tweede plaats: Janey Jacké - Winnaar van Drag Race Holland: Envy Peru |                            |                             |                     |
| – | –                          | 'Pruikentijd: The Reunion!' | 29 november 2020    |
| Podcast & Chill presenteert Pruikentijd: The Reunion! Wij brachten de 10 queens van Drag Race Holland bij elkaar voor een spetterende reünie op donderdag 26 november. Vanuit VondelCS hadden GJ, Marco en David het met de meiden over de fierce looks, de hysterische challenges en de lipsycs. Maar natuurlijk moet er nog wel even stil gestaan worden bij the drama of it all: WANT WIE HEEFT HET KORSETJE VERSTOPT?!? ;) Envy Pery, Janey Jacké, Ma'MaQueen, Miss Abby OMG, ChelseaBoy, Sederginne, Madame Madness, Megan Schoonbrood, Patty Pam-Pam en Roem schitteren nogmaals als jouw 10 Drag superstars tijdens deze heerlijke reünie. Aangezien dit een live opname betreft is het geluid iets diverser dan normaal, mar dat krijg je met 10 Drag queens. (naar: 'Pruikentijd - Een Drag Race Podcast' op Spotify) - Gekozen tot Miss Congeniality: Ma'Ma Queen |                            |                             |                     |
| Deelnemer | Karakter in de Snatch Game |                             |                     |
| ChelseaBoy | Joe Exotic                 |                             |                     |
| Envy Peru | Patty Brard                |                             |                     |
| Janey Jacké | Anny Schilder              |                             |                     |
| Ma'Ma Queen | Raven van Dorst            |                             |                     |
| Miss Abby OMG | Michella Kox               |                             |                     |
| Sederginne | Mega Mega Mindy            |                             |                     |